# Levensverwachting van Okinawa

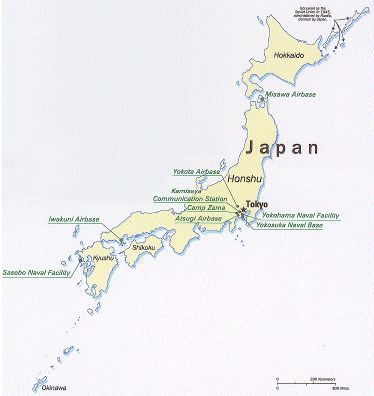
Okinawa ligt ten zuidwesten van Japan.

Dit artikel gaat over de levensverwachting van het Japanse eiland Okinawa. Het eiland had de hoogste levensverwachting gedurende een periode van 30 jaar van alle (in totaal 47) bestuurlijke delen van Japan tot het jaar 2000. Sindsdien is de levensverwachting afgenomen, dit komt onder meer door de verwestering van het eiland. In het jaar 2000 zakte de levensverwachting op de ranglijst van een 1e plaats naar de 26e plaats.
Japan heeft daarnaast de hoogste levensverwachting wereldwijd, met een levensverwachting van 90 jaar voor vrouwen en 84 jaar voor mannen. Dit is veel hoger dan in een land als Amerika, waar vrouwen gemiddeld 81 jaar en mannen gemiddeld 76 jaar oud worden.
In Okinawa zijn meer dan 400 honderdplussers te vinden. Hoewel er een groot aantal factoren zijn die bijdragen aan de hoge levensverwachting, is de Japanse keuken zeker de belangrijkste. Mensen van over de gehele wereld hebben dan ook een poging gewaagd om het ‘voedingspatroon van Okinawa’ na te bootsen. Zij hoopten hiermee hun gezondheid te verbeteren. Dit voedingspatroon zou een ideale uitkomst zijn, omdat het vele voedingsstoffen bevat en maar weinig calorieën.

## Voedingspatroon

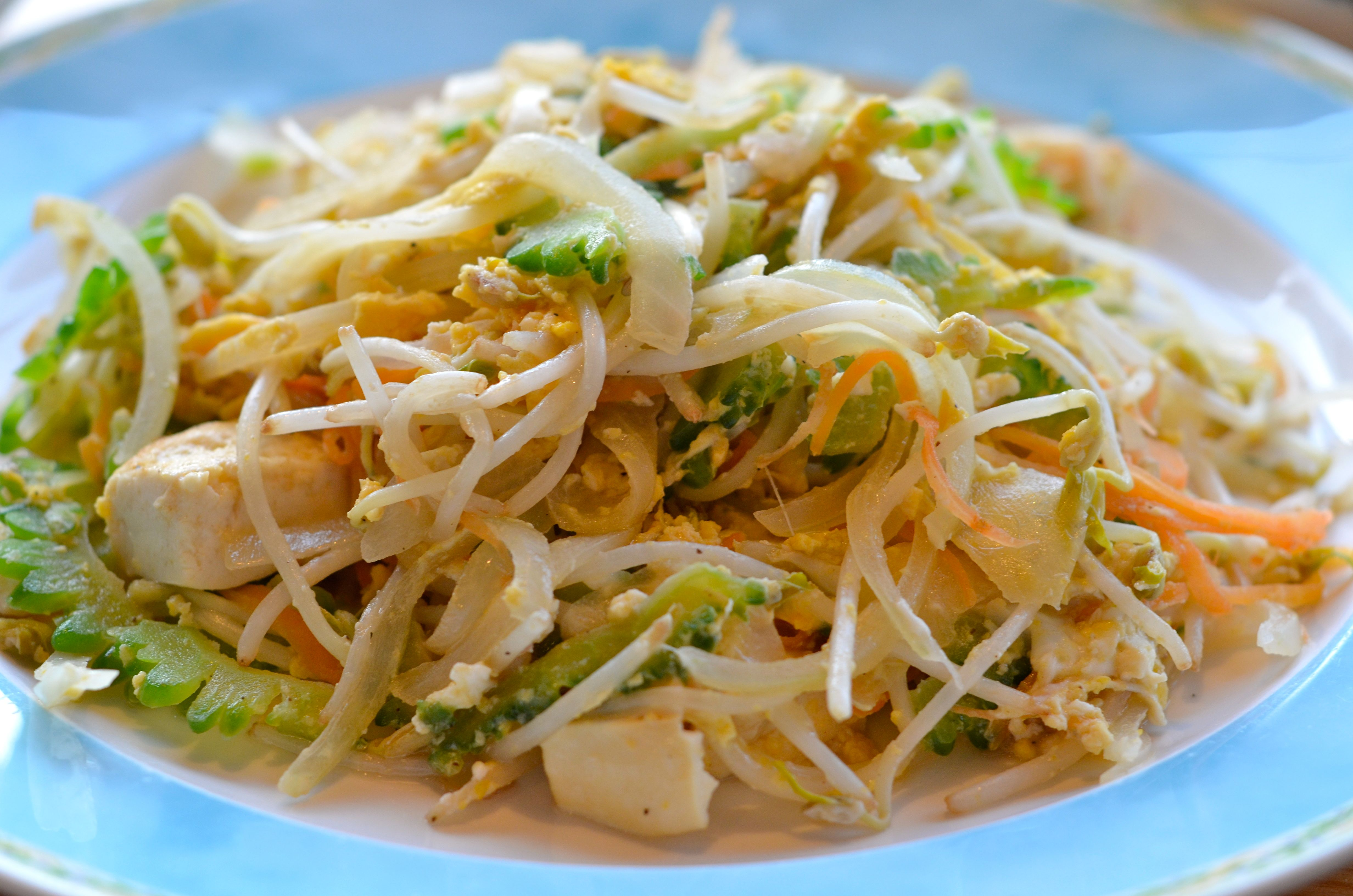
Goya Champuru

De Okinawaanse keuken bestaat uit kleine porties van gele groenten, groene groenten, soja, peulvruchten, varkensvlees en vis. Daarnaast eten de Okinawanen kleinere porties rijst dan de overige inwoners van Japan. Varkensvlees en vis worden vaak geserveerd in een bouillon met een verscheidenheid aan ingrediënten en kruiden. Ook de zoete aardappel afkomstig van Satsuma is erg belangrijk in het voedingspatroon van Okinawa.De zoete aardappel draagt bij aan de zelfvoorziening van het land. In tegenstelling tot de gewone aardappel heeft de zoete aardappel geen groot effect op de bloedsuikerspiegel. Niet alleen de aardappel wordt gebruikt, ook de bladeren van de plant worden vaak verwerkt in misosoep. De bittere meloen, die ook in Okinawa verbouwd wordt, heeft een aantal antidiabetische effecten die wetenschappelijk zijn onderbouwd. Deze meloen wordt ook wel goyain genoemd en wordt geserveerd in de nationale schotel goya champuru. De bittere meloen heeft net als de zoete aardappel een vergelijkbaar positief effect op de regulatie van de bloedsuikerspiegel.
Een ander voedingsmiddel met weinig calorieën dat veel wordt gegeten in Okinawa is zeewier en dan met name knobu of kombu. Deze plant is net als veel groen op het eiland rijk aan eiwitten, aminozuren, mineralen en jodium. Een andere soort zeewier dat veel gegeten wordt is wakame. Net als knobu is wakame rijk aan mineralen zoals jodium, magnesium en calcium. Tofu en zeewier worden vaak dagelijks gegeten door de Japanners. Tofu is erg belangrijk in het voedingspatroon van Okinawa. De mensen die in Okinawa wonen eten zelfs acht keer zo veel tofu dan de gemiddelde Amerikaan. Tofu fungeert als een vleesvervanger en levert eiwit afkomstig uit soja. Deze eiwitten hebben niet dezelfde schadelijke bijwerkingen die vlees heeft op bijvoorbeeld het cholesterol. Veel voedingsmiddelen afkomstig uit Okinawa, zoals de zoete aardappel en de soja, zijn rijk aan flavonoïden waarvan bekend is dat ze de productie van sirtuïne (een eiwit) kunnen verhogen. Deze eiwitten kunnen veroudering remmen. Eveneens wordt er gespeculeerd dat een vermindering van glycemische-indexkoolhydraten hart– en vaatziekten zou kunnen verminderen.
Kurkuma, oftewel geelwortel, wordt veel gebruikt in het voedingspatroon van Okinawa. Vooral in Zuid-Azië werden al snel de voordelen voor de gezondheid door het eten van kurkuma opgemerkt. De Okinawaanse bevolking gebruikt Kurkuma voor het kruiden van een maaltijd of drinken het als thee. Net als vele andere kruidensoorten heeft kurkuma antioxiderende eigenschappen en kan het de veroudering remmen. Bovendien is er een verband tussen kurkuma en de geestelijke gezondheid (vooral dementie). Consumenten zullen volgens zeggen op latere leeftijd minder kans hebben om een geestesziekte te ontwikkelen. Er zijn echter geen gerandomiseerd onderzoeken met controlegroep die aantonen dat consumenten van kurkuma of een ander kruid minder kans hebben om geestesziekten te ontwikkelen in elk stadium van het leven.
Tussen het voedingspatroon van Okinawa en andere voedingspatronen zijn een aantal kenmerkende verschillen: Vlees wordt geconsumeerd door de Okinawaanse bevolking, maar het wordt niet zo veel geconsumeerd als in andere landen. Daarnaast consumeren zij ook veel minder volvette zuivelproducten, verzadigde vetten, suikers en granen.
Over het algemeen leidt het voedingspatroon tot veel voordelen bij de mensen die in Okinawa wonen. Deze voordelen zijn: een verminderde gewichtstoename naarmate de leeftijd hoger wordt, een laag BMI gedurende het gehele leven en een laag risico op leeftijdgerelateerde ziekten. Niet alleen voorkomt het voedingspatroon vele ziekten, vele voedingsmiddelen bevatten ook veel goede voedingsstoffen in hoge concentraties. Zoals eerder vermeld is het voedingspatroon rijk aan ingrediënten die vermoedelijk een grote antioxiderende werking hebben en de veroudering remmen. Er is echter nooit wetenschappelijk bewezen of de voedingsmiddelen die vaak geconsumeerd worden in het voedingspatroon van Okinawa ook daadwerkelijk deze eigenschappen bevatten. Wel is er onderzoek gedaan naar honderd voedingsmiddelen binnen het voedingspatroon die goed werken voor de bestrijding van obesitas.

## Wetenschappelijk onderzoek
Sommige deskundigen zijn van mening dat een Okinawaans voedingspatroon niet erg gezond is en eerder snel tot ondervoeding kan leiden. Ze geloven dat volwassenen in Okinawa vaker te maken hebben met beperkingen in de voedingsstijl dan een gezonde levensstijl. Energiebeperking en de beperkingen in het voedingspatroon zijn nuttige hulpmiddelen voor het begrijpen van de leeftijd- en voedinggerelateerde gezondheidscomplicaties. In de Japan National Nutrition Survey (een wetenschappelijk blad) van 1972 wordt vastgesteld dat Okinawaanse volwassenen 17% minder voeding consumeerden dan andere Japanse volwassenen en dat de kinderen slechts 62% consumeerden van wat Japanse kinderen consumeerden. Er moet worden opgemerkt dat het verschil in levensverwachting tussen Okinawa en het Japanse vasteland vandaag de dag afneemt. De Okinawaanse bevolking begint haar voedingsvoordeel te verliezen. Onlangs is er ook een dalende trend waargenomen in de trend van de levensverwachting. Dit blijkt ook uit een laag geboortegewicht van pasgeborenen, slechte aanmaak van moedermelk en het feit dat de levensverwachting van mannen uit Okinawa lager is dat het nationale gemiddelde. Wetenschappers zoals dr. Éric le Bourg geloven dat het voedingspatroon van Okinawa eerder een schadelijk dan een gunstig effect heeft op de gezondheid. Le Bourg en anderen denken dat de lage eiwitinname schadelijke effecten kan hebben op een mens, zoals ze hebben onderzocht in dierstudies. De individuen met een lagere eiwitconsumptie waren kwetsbaarder voor ziekteverwekkers. Een andere aannemelijke reden voor de afname van de levensverwachting is de verwestering van het eiland. Na de Tweede Wereldoorlog begon de Okinawaanse bevolking meer calorieën te consumeren. Dit komt deels door de amerikanisering van het voedingspatroon, zoals de vestiging van vele fastfoodketens op het eiland.

## Cultuur en gebruiken
Okinawa en Japan zitten vol met op voedsel gerichte culturen. Festiviteiten bevatten vaak veel eten of zijn zelfs op voedsel gebaseerd. Bovendien is het voedsel in Japan erg seizoensgebonden, vers en rauw. Er worden kleine porties gegeten die in etappes worden opgediend, zoals sashimi (rauwe vis) en suimono (soep), zoetigheden en thee. Omdat de voedselcultuur verbonden is met voorouderlijke tradities blijft de voedselcultuur en voedselpresentatie behouden. De recepten met weinig calorieën worden bijna altijd van generatie op generatie doorgegeven. Nog steeds is de Okinawaanse bevolking overtuigd van de helende kracht van bepaalde voedingsmiddelen. Voedsel wordt beschouwd als een medicijn dat bijdraagt aan de lange levensduur van Okinawa. Het concept ‘voedsel is een medicijn’ kwam overwaaien vanuit China.